# دالي ليندسي
دالي ليندسي (بالإنجليزية: Dale Lindsey)‏ هو لاعب كرة قدم أمريكية أمريكي، ولد في 18 يناير 1943 في بيدفورد في الولايات المتحدة.

## وصلات خارجية
- دالي ليندسي على موقع مرجع كرة القدم المحترفة.كوم (الإنجليزية)